# 荏原七福神
荏原七福神（えばらしちふくじん）は、郷土・荏原を見直すきっかけにしたいとの願いから、1991年（平成3年）に生まれた七福神の巡礼札所。大井町駅から東急目黒線・西小山駅まで品川区を東西に横断する約6キロメートル、約2時間のコース。

## 荏原七福神一覧
- 大井蔵王権現神社（福禄寿）品川区大井1丁目14-8
- 東光寺（毘沙門天）品川区二葉1丁目14-16
- 養玉院（布袋尊）品川区西大井5丁目22-25
- 蛇窪神社（弁財天）品川区二葉4丁目4-12
- 法蓮寺（恵比寿）品川区旗の台3丁目6-18
- 摩耶寺（寿老人）品川区荏原7丁目6-9
- 小山八幡神社（大国天）品川区荏原7丁目5-14

1月1日～7日の10時～16時は、各社寺に受付がある。
※8日以降も参拝できるが、社寺によっては受付が不在のところもあり、絵馬は最後に押された社寺にて贈呈される（1月8日以降、社寺に受付不在の場合は法蓮寺にて授与する）。

## ギャラリー

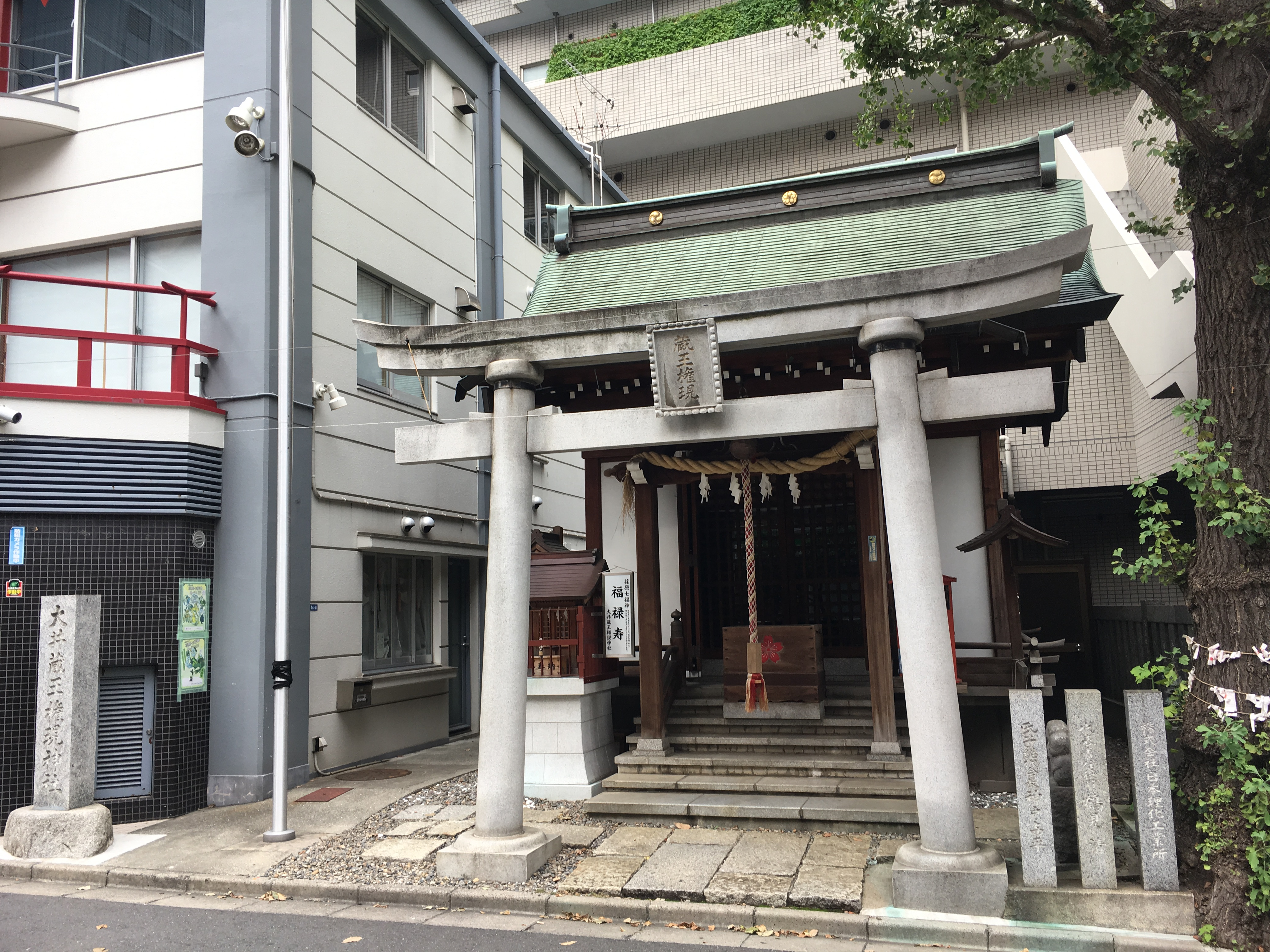
大井蔵王権現神社
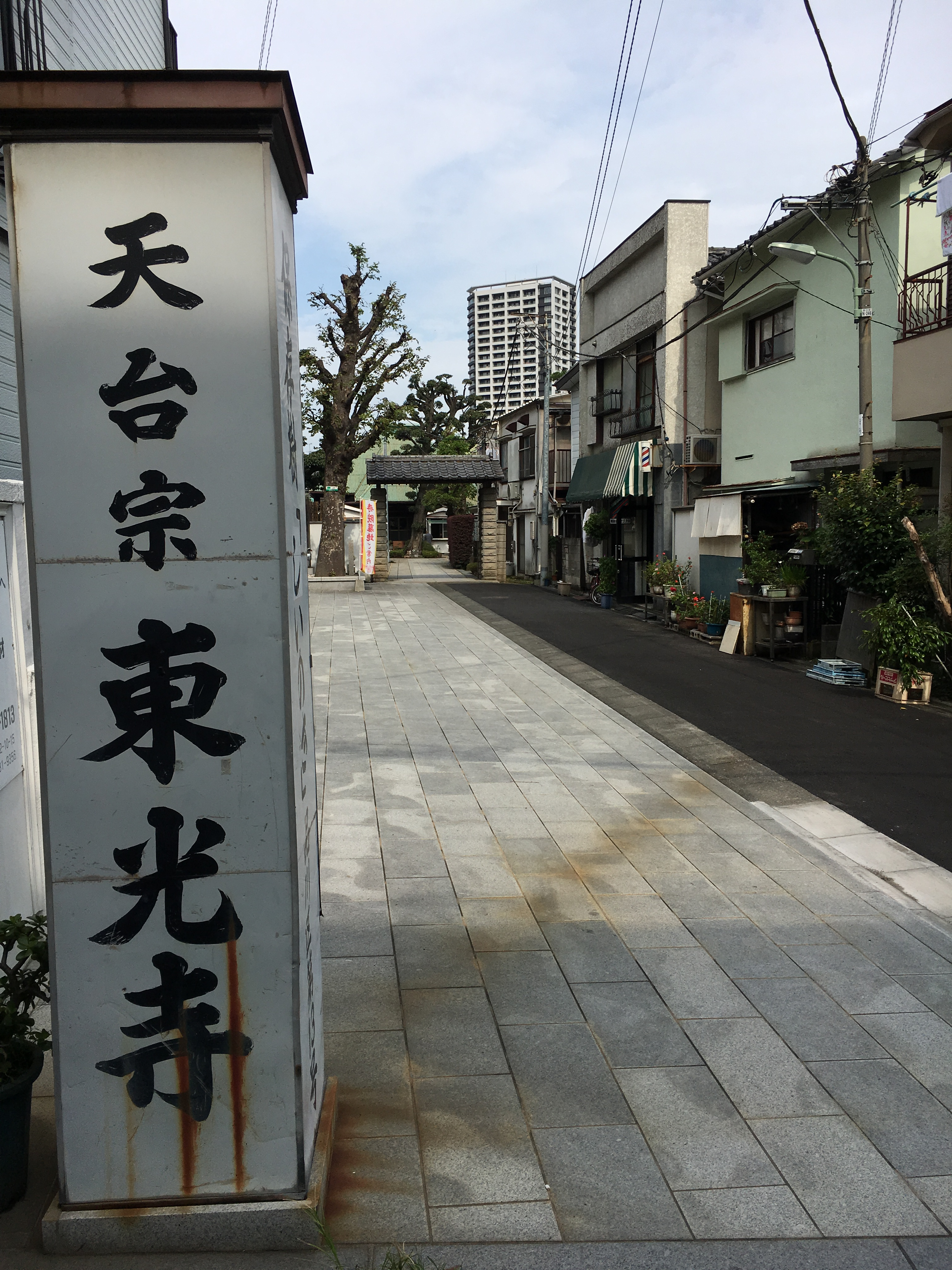
東光寺
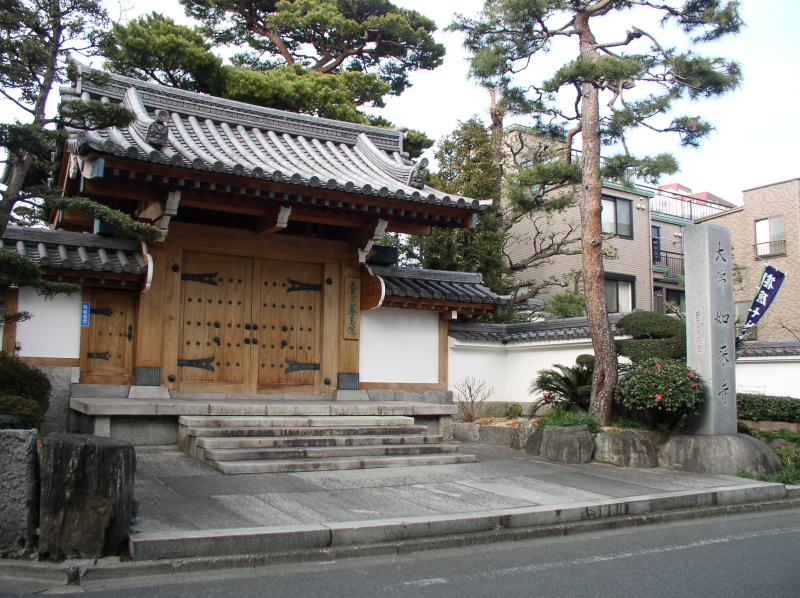
養玉院
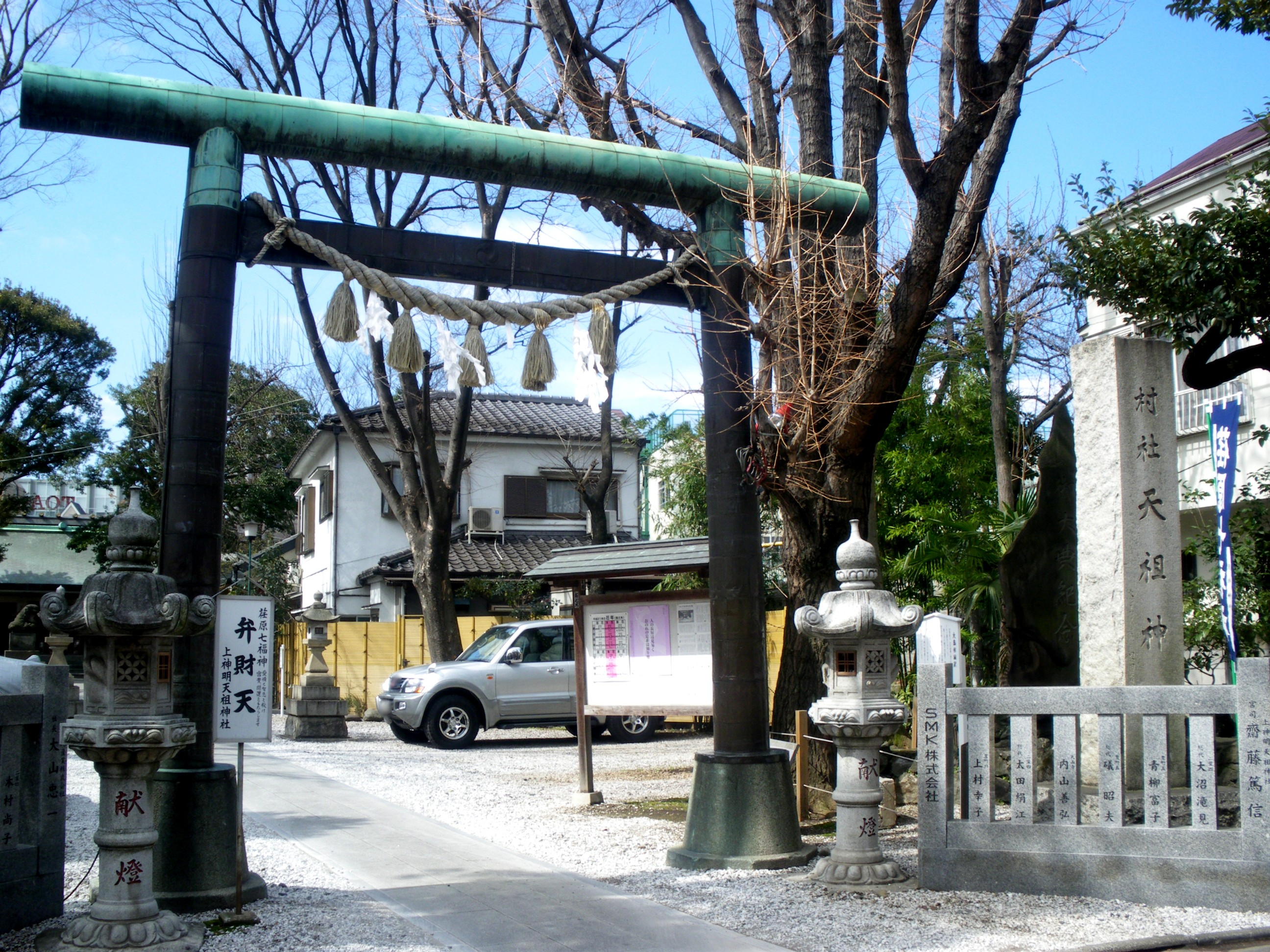
上神明天祖神社
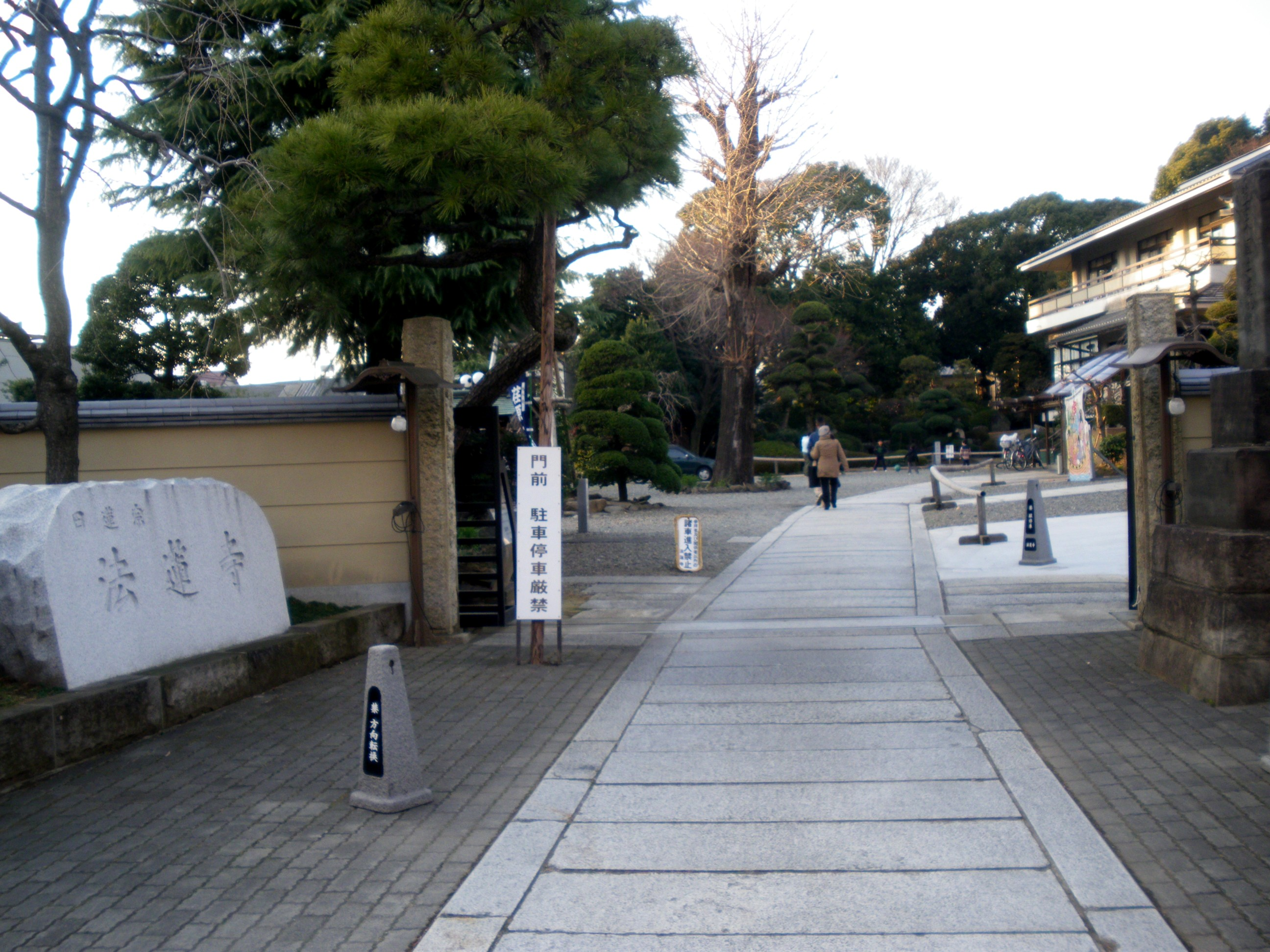
法蓮寺
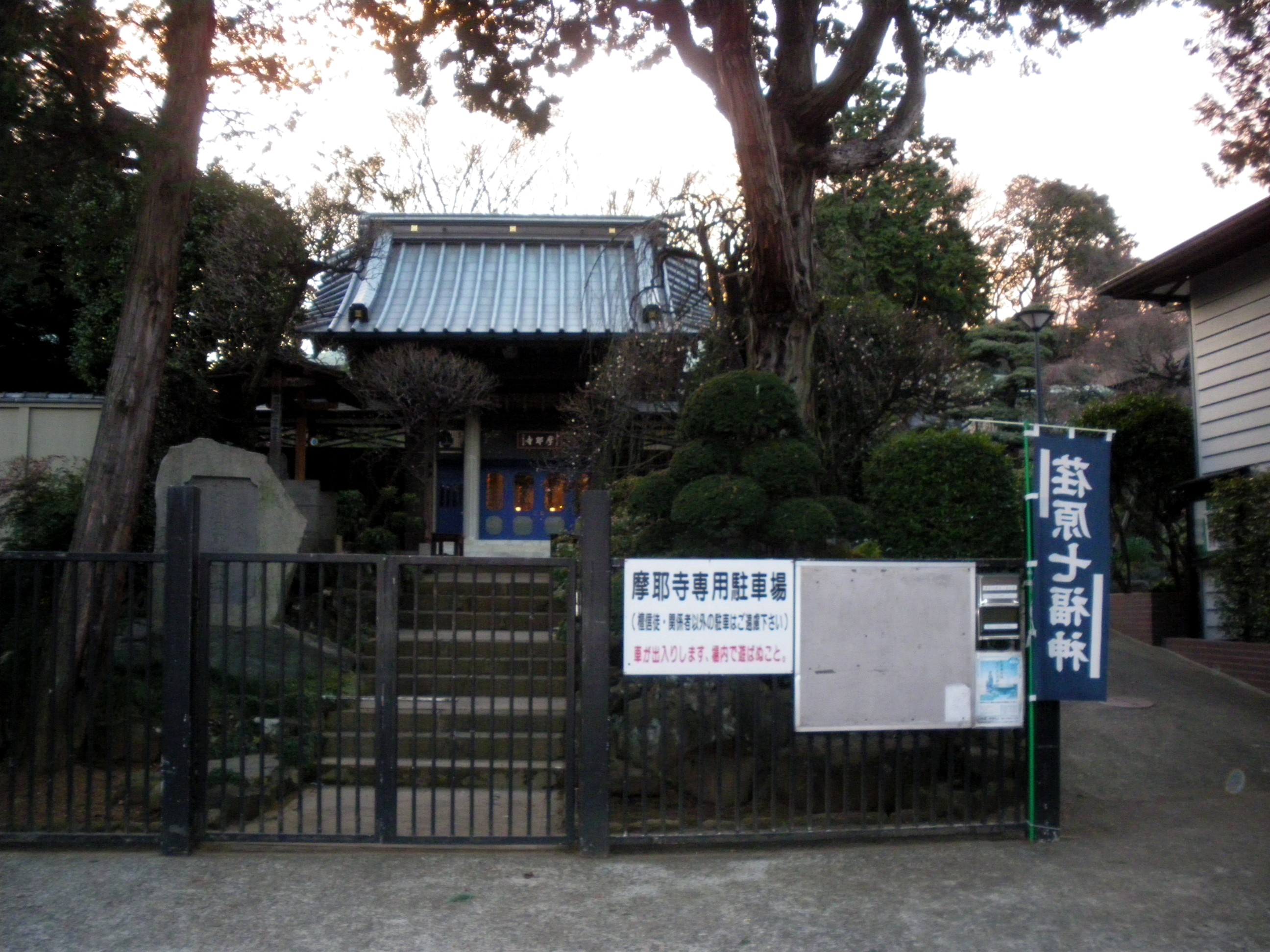
摩耶寺
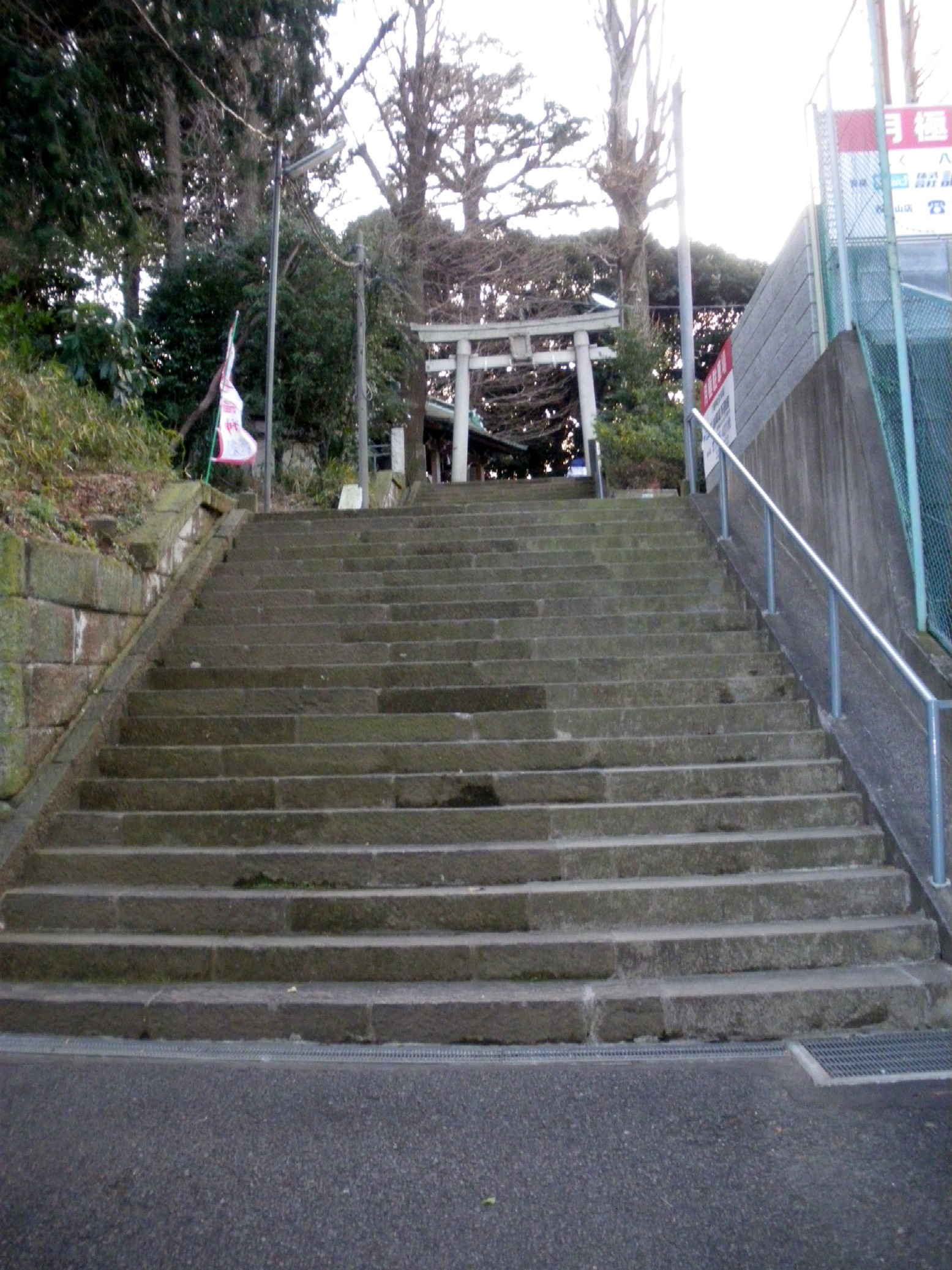
小山八幡神社

## 隣接七福神
- 東海七福神